# Alpheus octocellatus
Alpheus octocellatus — вид десятиногих ракоподібних родини раків-лускунчиків (Alpheidae). Описаний у 2023 році.

## Поширення
Вид мешкає на коралових рифах на півночі Індійського океану та заході Тихого океану. Дві особини, самець і самиця, зібрані біля атолу Арі на Мальдівах, ще один зразок сфотографований біля острова Себу (Філіппіни).

## Опис
Вид має специфічний колірний малюнок із чотирма парами помітних очних плям, розподілених унікальним і особливим малюнком на плеоні.